# Континуум (телесеріал)
«Континуум» (англ. Continuum) — канадський науково-фантастичний телесеріал 2012—2015 рр., продюсери — Reunion Pictures Inc., Boy Meets Girl Film Company і GK-TV. 
Сюжет телесеріалу зосереджений на конфлікті між групою повстанців із 2077 року, які опиняються у Ванкувері, Британська Колумбія, у 2012 році, і офіцеркою поліції, яка випадково переміщується у минуле разом із ними. Повстанське угруповання вирішує продовжувати свою жорстоку кампанію, щоб зупинити бізнес майбутнього від заміни уряду з власними правилами, тоді як поліціянтка намагається зупинити їх, не показуючи, що вона також мандрівник у часі. 
Прем'єра шоу відбулася 27 травня 2012 року. Перший сезон складається з 10 епізодів. 25 серпня оголошено про старт другого сезону з 13 епізодів, прем'єра якого відбулася 21 квітня 2013 р. у Канаді та 23 травня 2013-го на телеканалі Syfy у Великій Британії, 7 червня 2013-го — на Syfy у США. 5 червня 2013 р. телесеріал офіційно продовжений на третій сезон. У грудні 2014 р. серіал продовжили на останній — четвертий сезон з 6 серій.

## Сюжет
Співробітник правоохоронних органів Кіра Кемерон (Рейчел Ніколс) живе спокійним, нормальним життям з чоловіком і сином в 2077 році у Ванкувері. Під корпорокративною й олігархічною антиутопією Північноамериканського Союзу і його «корпоративного конгресу» життя триває в удаваній волі під технологічно просунутим поліцейським наглядом держави.
Коли група самопроголошених борців за свободу відомих як «Свобода8» робить втечу з в'язниці у 2012 році, Кіра мимоволі транспортується з ними в минуле. Приєднавшись до детектива Карлоса Фоннегри (Віктор Вебстер) і Департамента поліції Ванкувера, заручившись підтримкою підлітка комп'ютерного генія Алека Седлера (Ерік Кнудсен), Кіра працює, щоб вистежити і зірвати плани Едуарда Кагамі (Тоні Амендола) та його послідовників у наші дні, приховуючи свою особистість, як мандрівника у часі з майбутнього.

### Подорож у часі
Протягом усього серіалу пропонується кілька теорій природи часу і його впливу на події, від 2012 по 2077 рік.
У ході обговорення з Кірою Алек стверджує, що його майбутнє «я» згадало про свою взаємодію з Кірою в минулому, що, можливо, надихнуло його на створення власних кібернетичних технологій від її футуристичних імплантатів до обладнання. Гіпотетично це призвело тоді до «петлі часу», коли умови в 2077 році не можуть бути змінені. В іншому випадку Алек і Кіра вважають, що присутність Кіри та повстанців в минулому, можливо, вже змінили наступні події і створили окрему ланцюгову реакцію подій. Отже, тоді світ 2077 року змінився більше.

## Список серій
| Сезон | Епізоди | Епізоди | Оригінальний показ | Оригінальний показ |
| Сезон | Епізоди | Епізоди | Перший показ       | Останній показ     |
| ----- | ------- | ------- | ------------------ | ------------------ |
| 1     | 10      | 10      | 27 травня 2012     | 5 серпня 2012      |
| 2     | 13      | 13      | 21 квітня 2013     | 4 серпня 2013      |
| 3     | 13      | 13      | 16 березня 2014    | 22 червня 2014     |
| 4     | 6       | 6       | 4 вересня 2015     | 9 жовтня 2015      |

## Виробництво

### Знімання
«Континуум» — один із небагатьох науково-фантастичних телесеріалів, що зображує Ванкувер, тобто те місто, де він і був знятий.

### Неточності
- Перша серія першого сезону. Сем Кемерон, син Грега і Кіри Кемерон, має карі очі, але обидва його батьки при цьому блакитноокі. Карі очі Сема є фактичною помилкою, якщо припускати, що Грег дійсно є його біологічним батьком. Незважаючи на рецесивну генетичну рису, у нащадків синьооких батьків будуть завжди сині очі[2].
- Під час пограбування банку (бл. 35 хв. першого епізоду) чоловік із рушницею заявляє, що в нього закінчилися набої. Натомість збоку рушниці закріплений боєзапас із шістьма набоями.

### Алюзії
Ім'я та прізвище головної героїні серіалу Кіра Кемерон — це алюзія на Джеймса Кемерона, сценариста і режисера фільму про подорожі в часі «Термінатор» (1984).